# Octávio Sérgio da Costa Moraes
Octávio Sérgio da Costa Moraes, beter bekend als simpelweg Octávio (Belém, 9 juli 1923 - Rio de Janeiro, 19 oktober 2009) was een Braziliaans voetballer.  

## Biografie
Octávio begon zijn carrière in 1942 bij Botafogo. De club eindigde enkele keren op ereplaatsen, maar het duurde tot 1948 vooraleer ze het Campeonato Carioca konden winnen.
In 1949 speelde hij voor het nationale elftal op het Zuid-Amerikaanse kampioenschap.
Hij overleed in 2009 aan de gevolgen van een beenbreuk.